# Usteciko, Kremeneț
Usteciko (în ucraineană Устечко) este localitatea de reședință a comunei Usteciko din raionul Kremeneț, regiunea Ternopil, Ucraina.

## Demografie
Componența lingvistică a localității Usteciko
     Ucraineană (99,67%)
     Alte limbi (0,33%)
Conform recensământului din 2001, majoritatea populației localității Usteciko era vorbitoare de ucraineană (99,67%), existând în minoritate și vorbitori de alte limbi.